# Обласні автомобільні шляхи Кіровоградської області
Обласні автомобільні дороги Кіровоградської області — автомобільні шляхи обласного значення, що проходять територією  Кіровоградської області України. Список включає усі дороги місцевого значення області, головним критерієм для визначення порядку слідування елементів є номер дороги у переліку.